# Burnin' Sky
Burnin' Sky é o quarto álbum de estúdio da banda Bad Company, lançado em Março de 1977.
| Críticas profissionais                                                      | Críticas profissionais |
| Avaliações da crítica                                                       | Avaliações da crítica  |
| Fonte                                                                       | Avaliação              |
| --------------------------------------------------------------------------- | ---------------------- |
| allmusic                                                                    | [ 1 ]                  |
| Esta tabela precisa de ser acompanhada por texto em prosa. Consulte o guia. |                        |

## Faixas
Todas as faixas por Paul Rodgers, exceto onde anotado.

### Lado 1
1. "Burnin' Sky" – 5:09
2. "Morning Sun" – 4:07
3. "Leaving You" – 3:23
4. "Like Water" (Paul Rodgers, Shimizu) – 4:18
5. "Knapsack" – 1:20
6. "Everything I Need" (Paul Rodgers/Mick Ralphs/Simon Kirke/Boz Burrell) – 3:22

### Lado 2
1. "Heartbeat" – 2:36
2. "Peace of Mind" (Simon Kirke) – 3:22
3. "Passing Time" – 2:30
4. "Too Bad" - 3:47
5. "Man Needs Woman" – 3:43
6. "Master of Ceremony" (Paul Rodgers/Mick Ralphs/Simon Kirke/Boz Burrell) – 7:10